# 北海道 (令制)
北海道是日本於1869年9月20日（明治2年8月15日）設立的律令制下廣域的行政區域劃分，範圍即北海道本島（在之前原被稱作蝦夷地、北州、十州島）及其周邊附屬的島嶼。
其名稱沿用自當時原有的律令制下五畿七道的東海道、西海道、南海道，且在北海道設立後合稱為「五畿八道」。

## 行政區劃
- 渡島國
- 後志國
- 膽振國
- 日高國
- 石狩國
- 天鹽國
- 北見國
- 十勝國
- 釧路國
- 根室國
- 千島國